# Discothyrea bidens
Discothyrea bidens é uma espécie de formiga do gênero Discothyrea, pertencente à subfamília Proceratiinae.